# Maria Laach am Jauerling
Maria Laach am Jauerling là một thị xã thuộc huyện Krems-Land trong bang Niederösterreich.